# Teofilin
Teofilin (dimetilksantin) je metilksantinski lek koji se koristi u terapiji za respiratorne bolesti kao što su hronična opstruktivna bolest pluća i astma. Lek je dostupan pod nizom imena. Kao član ksantinske familije, on je strukturno i farmakološki sličan kofeinu. On se prirodno nalazi u čaju, mada u tragovima (~1 mg/L), što je znatno manje od terapeutskih doza. On je takođe nađen u kakao zrnima. Količine do 3.7  su nađene u Chuao kakao zrnima.
Glavna dejstva teofilina su:
- relaksacija bronhijalnih glatkih mišića
- povećanje kontraktilnosti i efikasnosti srčanog mišića
- povećanje brzine rada srca
- povećanje krvnog pritiska
- povećanje renalnog krvnog protoka
- neka antiinflamatorna dejstva
- stimulatorno dejstvo centralnog nervnog sistema, uglavnom na respiratorni centar.

## Sinteza
Teofilin se može sintetički pripremiti počevši od dimetilureje i etil 2-cijanoacetata.